# Nevalı Çori
Koordinaten: 37° 31′ 6″ N, 38° 36′ 20″ O
Nevalı Çori ist eine frühe neolithische (PPNB) Siedlung am mittleren Euphrat, in der Provinz Şanlıurfa in der Türkei gelegen. Die Siedlung liegt zu beiden Seiten des Kantara-Bachs, eines Zuflusses des Euphrats im hügeligen Taurusvorland; sie ist seit 1992 vom Atatürk-Stausee überschwemmt.

## Grabung

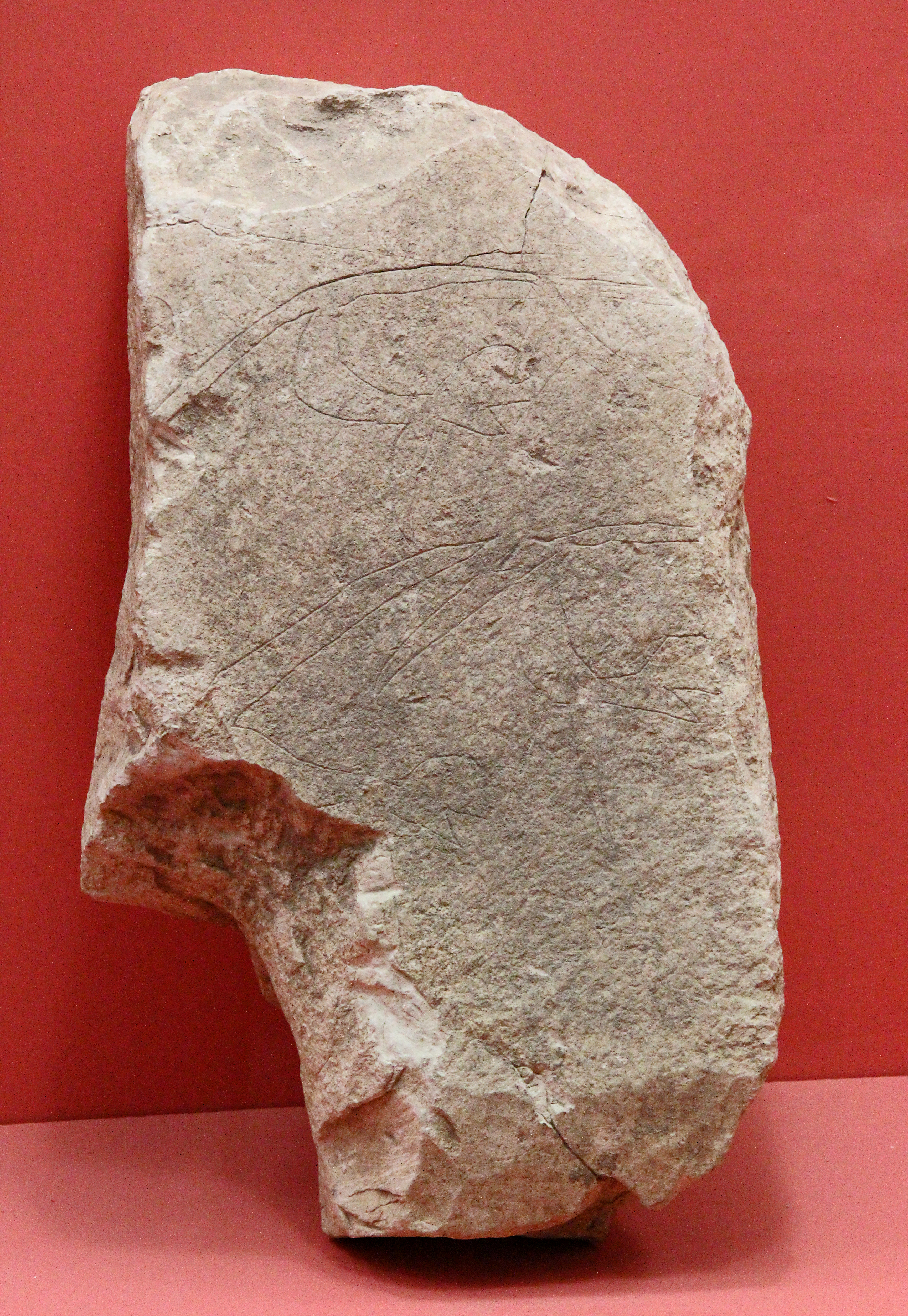
Fragment mit Ritzungen im Archäologischen Museum Şanlıurfa

Die Siedlung wurde im Zuge einer Rettungsgrabung wegen des Baus des Atatürk Staudamms (Atatürk Barajı) unterhalb von Samsat in sieben Kampagnen 1983, 1985–87 und 1989–1991 von einem Team der Universität Heidelberg unter der Leitung des Prähistorikers Harald Hauptmann in Zusammenarbeit mit dem Archäologischen Museum Şanlıurfa untersucht.

## Datierung
Die relativchronologische Zeitstellung von Nevalı Çori ergibt sich aus dem Typenspektrum der Silexindustrie, das aufgrund der hier auftretenden Byblosspitzen von schmaler Gestalt und fehlender Flächenretusche einen Ansatz der Siedlung in die Phase 3 nach Olivier Aurenche rechtfertigt, was dem frühen bis mittleren präkeramischen Neolithikum B (PPNB, ca. 8800 – 7000 v. Chr.) entspricht. Verschiedene Geräteformen belegen jedoch eine Fortdauer der Besiedlung bis in Phase 4, die mit dem späten PPNB gleichzusetzen wäre. Eine noch feinere chronologische Einteilung in der Phase 3 ergibt sich durch die Architektur der Siedlung, da der für die Schichten I–IV typische Haustyp mit Unterbodenkanälen auch für die „Kanalplanphase“ in Çayönü charakteristisch ist, während der einzige Baubefund der Schicht V, Haus 1, mit seinem abweichenden Grundrisstyp schon stärker an den Gebäuden der Zellplanschicht in Çayönü orientiert ist.
Zur absoluten Zeitstellung der Siedlung von Nevalı Çori liegen vier 14C-Daten vor. Drei davon stammen aus der Schicht II und datieren diese mit einiger Sicherheit in die zweite Hälfte des 9. vorchristlichen Jahrtausends (8600–8000), was den frühen Daten aus Çayönü Mureybet IVA entspricht und die Einordnung in die Phase 3 nach Aurenche unterstützt. Das vierte dagegen datiert ins 10. Jahrtausend, womit in Nevalı Çori eine sehr frühe Phase des PPNB belegt wäre.

## Häuser
Die Siedlung weist fünf Bauschichten auf. Lange rechteckige Häuser mit zwei bis drei parallelen zellenartigen Raumfluchten werden als Magazine gedeutet. Daran schließt sich ein ebenfalls rechteckiger, durch Mauervorsprünge gegliederter Vorbau an, der als Wohnraum zu interpretieren wäre. Charakteristisch für diese Hausform sind dicke, mehrlagige Fundamentpackungen aus großen Bruchsteinen mit kleineren Steinen in den Zwischenräumen als Auflage für das aufgehende Mauerwerk. Diese sind im Abstand von 1–1,5 m von quer zur Längsachse angeordneten, steingedeckten Unterbodenkanälen durchzogen, die nach außen hin einer Belüftung offenstanden und möglicherweise zur Entwässerung, Kühlung oder Belüftung dienten. Es wurden 23 dieser Gebäude ergraben, die große Ähnlichkeit mit den sogenannten Kanalbauten (channeled subphase) aus Çayönü aufweisen. Der Ausgräber nimmt leichte Flachdächer an.
Im nordwestlichen Teil der Siedlung fand sich eine in den Hang eingetiefte Kultanlage, die aus drei übereinander liegenden Bauten besteht, von denen die jüngste zur Bauschicht III, die mittlere zu Schicht II und die älteste zu Schicht I gehören dürfte. In den beiden jüngeren Bauten wurde ein in Terrazzotechnik verlegter Zementfußboden freigelegt, der in der ältesten Bauphase nicht nachzuweisen war. Parallelen finden sich in Çayönü und auf dem Göbekli Tepe. Im Gebäude fanden sich monolithische Pfeiler, die denen auf dem Göbekli Tepe ähneln und auch in ähnlicher Weise angeordnet sind, und zwar zwei zentrale, wobei die anderen rings um diese angeordnet und in eine Art umlaufender Sitzbank eingebaut sind. In der Ostwand dieses Gebäudes (der jüngsten und mittleren Bauphase) eingemauert fanden sich mehrere Bruchstücke großer Kalkskulpturen (siehe Skulpturen).
Auch die Westseite des Tals wurde mit einigen Grabungsschnitten untersucht, wobei ebenfalls Architektur in Rechteckbauweise in 2–3 Bauschichten zutage kam.

## Skulpturen
Aus dem örtlich anstehenden Kalkstein wurden zahlreiche Statuen und Kleinplastiken angefertigt; sie waren bei ihrer Entdeckung die ersten Großplastiken aus dem Neolithikum. In der Ostwand des Sondergebäudes (jüngste Bauphase) vermauert wurden unter anderem ein überlebensgroßer Kopf mit Schlange am Hinterkopf und abgeschlagenem Gesicht und ein Vogel gefunden, dessen Schnabel in einem menschlichen Gesicht endet. Aus der mittleren Bauphase des Gebäudes stammen eine pelikanähnliche Vogelskulptur, der Körper eines weiteren Vogels und fragmentarisch ein merkwürdiges Wesen mit menschlichem Kopf und vogelartigem Körper. In einem der Häuser wurden Skulpturenfragmente gefunden, deren Einzelteile sich zu einer totempfahlartigen, aus Vogel- und Vogel-Mensch-Mischfiguren bestehenden Skulptur zusammensetzen ließen. Auch einige der Pfeiler tragen Reliefs. Die T-förmigen Pfeiler (analog zu Funden in Göbekli Tepe) werden als menschengestaltige Wesen (vielleicht Götter, Ahnen, überirdische Wesen) gedeutet, wobei das T-Stück den Kopf darstellt (der kürzere Teil als Hinterkopf). Mitunter sind auf den Breitseiten des Schafts abgewinkelte Arme als Hochrelief dargestellt, die auf der vorderen Schmalseite in die Hände übergehen. Dort findet man auch zwei gerade, parallel zueinander herabhängende Bänder, die von den Ausgräbern als stolaähnliches Kleidungsstück interpretiert werden.

## Funde
Weiterhin wurden über 700 Keramikfiguren gefunden, wobei Darstellungen von Menschen überwiegen, nur 30 zoomorphe Darstellungen sind bekannt. Auffällig ist, dass männliche und weibliche Figurinen in fast gleicher Anzahl nachweisbar sind. Die Darstellung der beiden Gruppen erfolgte bis auf sehr wenige Ausnahmen immer nach demselben Schema.

## Bestattungen
Einige der Häuser enthalten Schädeldeponierungen und unvollständige Skelette.